# 이자슬라프 1세

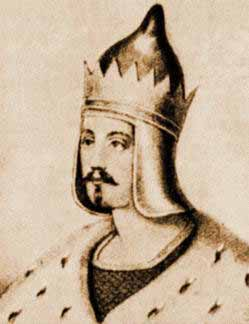
이자슬라프 1세

이자슬라프 1세(러시아어: Изяслав Ярославич 이자슬라프 야로슬라비치[*], 1024년 ~ 1078년)는 키예프 대공국의 대공(재위: 1054년 ~ 1073년)이다. 류리크 왕조 출신이다.

## 생애
야로슬라프 1세 대공의 아들로 태어났다. 그의 어머니는 스웨덴의 올로프 솃코눙 국왕의 딸인 잉에예르드 올로프스도테르(Ingegerd Olofsdotter)이다. 1045년부터 1052년까지 투라우 공작, 1052년부터 1054년까지 노브고로드(벨리키노브고로드) 공작을 역임했다.
1054년 야로슬라프 1세 대공이 사망하면서 키예프 대공으로 즉위했으며 동생인 스뱌토슬라프 2세, 프세볼로트 1세와 함께 대공국을 통치했다. 1068년에는 프세볼로트 1세를 지지하던 세력들에 의해 키예프 대공위를 빼앗겼다.
1073년 이후에는 두 동생과의 불화로 인해 대공위를 스뱌토슬라프 2세에게 넘겨줬다. 스뱌토슬라프 2세가 사망한 이후에는 프세볼로트 1세와 화해했고 3번째 대공위에 즉위했다. 1078년 프세볼로트 1세, 체르니히우의 올레크(스뱌토슬라프 2세의 아들)을 상대로 전투를 벌이던 도중에 전사했다.
| 전임 야로슬라프 1세 | 키예프 대공 1054년 ~ 1073년 | 후임 스뱌토슬라프 2세 |